# Naunyn-Schmiedeberg's Archives of Pharmacology
Naunyn-Schmiedeberg's Archives of Pharmacology (з англ.  – «Архіви Науніна та Шмідеберга з фармакології»)  – рецензований науковий журнал із фармакології. Заснований у 1873 Бернхардом Науніном, Освальдом Шмідебергом та Едвіном Клебсом, залишається найстарішою до сих пір існуючою періодикою з фармакології. Наступні фармакологічні журнали, Archives internationales de Pharmacodynamie et de Thérapie (Гент) та Journal of Pharmacology and Experimental Therapeutics (Балтимор), засновані відповідно у 1895 та 1909 роках.
Є офіційним журналом Німецького товариства експериментальної та клінічної фармакології і токсикології та Клубу сфінголіпідів.

## Історія

### Заснування. Перші редактори
Видання з 1(1873) по 158 (1930) публікувалися Verlag F. C. W. Vogel (Лейпциг), після чого публікація здійснюється видавництвом Springer. До 18 видання 1884 року редактором залишався Клебс, до 90 видання (1921) їм був Шмідеберг, а до 109 видання (1925) – Наунін. Імена Шмідеберга та Науніна були додані до назви із 110-го видання, у 1925 році, після смерті Бернхардта Науніна.
Після 1925 року редакторами послідовно були:Рудольф Бом, Вальтер Штрауб, Отто Ріссер, Людвіг Лендл, Вольфганг Хойбнер і Петер Хольц, працювали Людольф фон Крель й Людвіг Хейльмейер, Франц Бюхнер (як редактор відповідальний за патологічну анатомію). В другій половині XX століття – з 1969 по 1987 роки – найбільш впливовим редактором був Ульріх Тренделенбург.

### Деякі з визначних публікацій у журналі
- G. Kärber (1931): Beitrag zur kollektiven Behandlung pharmakologischer Reihenversuche [2]. Одна за найбільш цитованих статей. Запропоновано непараметричну процедуру[en] для оцінки середньої ефективної дози в кількісних біотестах.

- H. Konzett and R. Rössler (1940): Versuchsanordnung zu Untersuchungen an der Bronchialmuskulatur [3]. Опис пристрою для дослідження гладеньких м’язів бронхів.

- P. Trendelenburg (1917): Physiologische und pharmakologische Versuche über die Dünndarmperistaltik [4].  Дослідження закономірностей перистальтичних рухів тонкої кишки.

- H. Meyer (1899): Zur Theorie der Alkoholnarkose. Erste Mittheilung. Welche Eigenschaft der Anästhetica bedingt ihre narkotische Wirkung?[5].  Дослідження питання: «Яка властивість анестетиків відповідає за ефект наркотизації?»

- U. S. von Euler (1934): Zur Kenntnis der pharmakologischen Wirkungen von Nativsekreten und Extrakten männlicher accessorischer Geschlechtsdrüsen?[6].Відкриття простагландинів.

- P. Holtz, R. Heise and K. Lüdtke (1939): Fermentativer Abbau von l-Dioxyphenylalanin (Dopa) durch Niere?[7]. Відкриття шляху синтезу норадреналіну.

- F. Hofmeister (1888): Zur Lehre von der Wirkung der Salze. Zweite Mittheilung. Ueber Regelmässigkeiten in der eiweissfällenden Wirkung der Salze und ihre Beziehung zum physiologischen Verhalten derselben? [8]. Про ліотропний ряд неорганічних електролітів.

- P. Holtz, K. Credner and W. Koepp (1942/43): Die enzymatische Entstehung von Oxytyramin im Organismus und die physiologische Bedeutung der Dopadecarboxylase [9]. Ферментативне утворення окситираміну в організмі та фізіологічна роль допа-декарбоксилази.

- O. Schaumann (1940): Über eine neue Klasse von Verbindungen mit spasmolytischer und zentral analgetischer Wirksamkeit unter besonderer Berücksichtigung des 1-Methyl-4-phenyl-piperidin-4- carbonsäure-äthylesters (Dolantin) [10]. Про новий клас спазмолітичних та центральних знеболюючих сполук, зокрема етиловий ефір 1-метил-4-феніл-4-піперидинкарбонової кислоти (Долантин).

- H. Konzett (1941): Neue broncholytisch hochwirksame Körper der Adrenalinreihe [11]. Про нові адреналінові сильнодіючі бронходилататори.

- A. Jarisch and H. Richter (1939b): Die afferenten Bahnen des Veratrineffektes in den Herznerven [12]. Про рефлекс Безольда-Яріша[en].

### Інтернаціоналізація

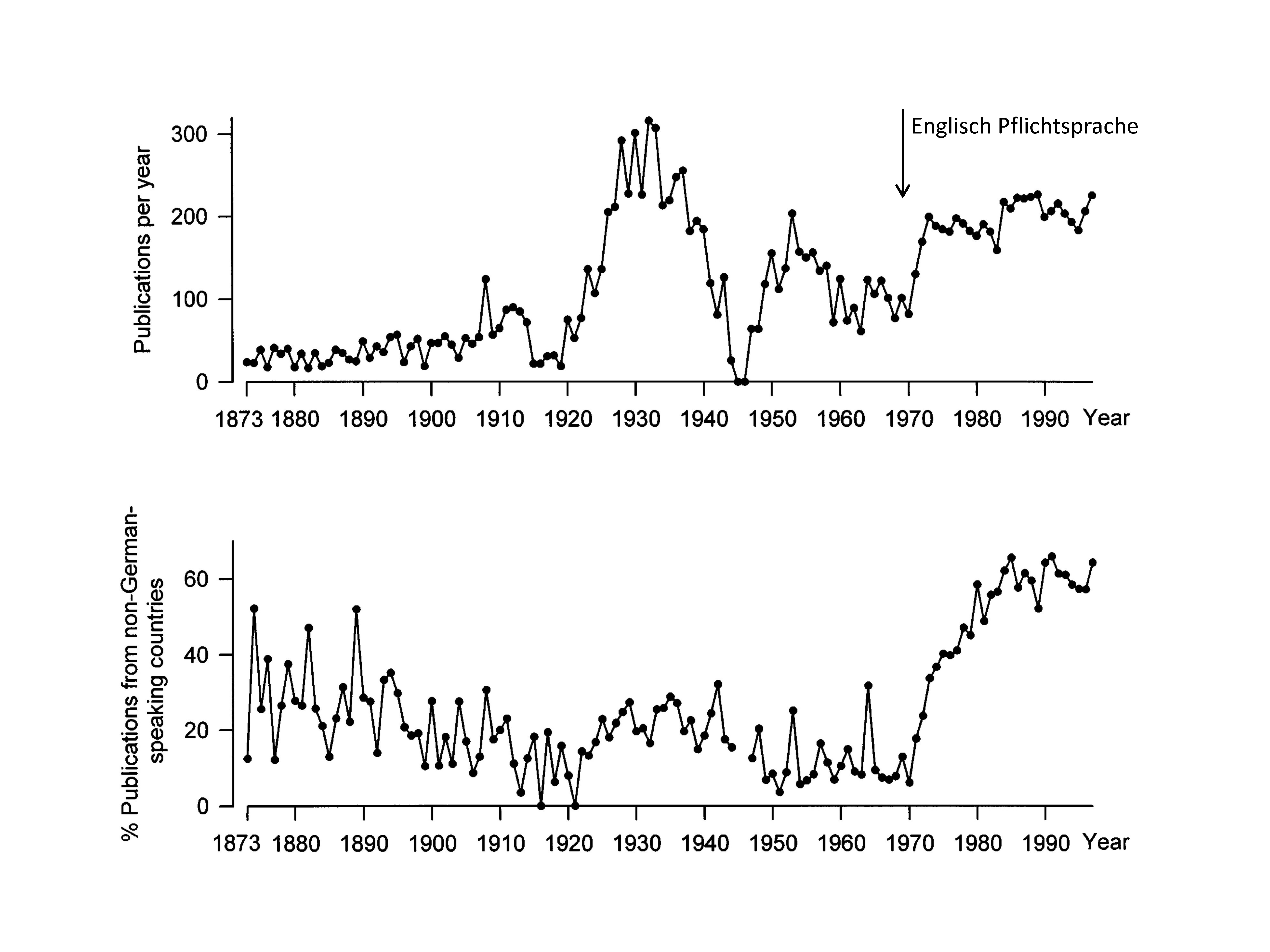
Статистика публікацій 1873– 1998 років

У 1969 році назва журналу була скорочена до Naunyn-Schmiedebergs Archiv für Pharmakologie, оскільки більшість статей, що публікувалися мали відношення саме до фармакології. Приблизно з 1970 року відбувалося значне збільшення кількості редакторів та редакторів-консультантів. Крім того, більша їх частина була за походженням із країн, в яких німецька мова не є основною. З 1972 року журнал був перекладений англійською мовою, назва змінилася на Naunyn-Schmiedeberg’s Archives of Pharmacology, та англійська стала основною для публікацій.
Розвиток та перехід до англійської мови призвели до збільшення кількості публікацій на рік (в т. ч. за рахунок частки публікацій не-німецькомовних авторів).

## Реферування та індексація
Журнал індексується та реферується наступними бібліографічними базами даних:
- BIOSIS[en]
- Biological Abstracts
- CAB Abstracts[en]
- CNKI[en]
- ChemWeb
- Chemical Abstracts Service
- Chimica
- Current Abstracts
- Web of Science
- Current Contents[en]/Life Sciences
- EBSCO Biomedical Reference Collection[en]
- EBSCO Discovery Service[en]
- EBSCO Pharmacy Collection: India[en]
- EMBASE[en]
- Elsevier Biobase[en]
- Gale Academic OneFile[en]
- Global Health[en]
- Health Reference Center Academic[en]
- Index Chemicus
- Index to Scientific & Technical Proceedings[en]
- Journal Citation Reports/Science Edition
- MEDLINE
- Pathway Studio
- ProQuest Central[en]
- Science Citation Index
- Reaxys[en]
- Scopus

## Подальше читання
- Starke, Klaus (1998). A History of Naunyn-Schmiedeberg's Archives of Pharmacology. Naunyn-Schmiedeberg's Archives of Pharmacology. 358 (1): 1—109. doi:10.1007/PL00005229. PMID 9721010.